# Porto de Aveiro
O Porto de Aveiro é um porto situado no distrito de Aveiro, inserido numa laguna que constitui a Ria de Aveiro. É uma zona classificada como zona de protecção especial (ZPE), que assume uma especial importância para variadíssimas espécies, no que respeita à conservação de zonas húmidas. Este porto tem por objectivo a movimentação de vários tipos de mercadorias, dispõe de vários terminais, onde se faz a movimentação de granéis sólidos ou líquidos, carga geral, entre outras mercadorias. Possui ainda terminais destinados à movimentação de pescado.
Este porto fornece a região Centro e Norte de Portugal, e a zona centro de Espanha.
É administrado pela Administração do Porto de Aveiro, S.A. (APA), sociedade de capitais exclusivamente públicos que sucedeu à Junta Autónoma do Porto de Aveiro (JAPA), entidade esta, já extinta.
A Capitania do Porto de Aveiro que se encontra sediada no Forte da Barra, na Gafanha da Nazaré, superintende sobre, na costa, desde o Monte Negro, a sul da Praia de Cortegaça até à margem sul da lagoa de Mira, e nos portos, rios, rias e lagoas de toda a Ria de Aveiro e o Rio Vouga até à ponte do caminho de ferro.

## Terminais

### Terminal Norte
Este terminal possui um cais de 900 metros de comprimento e 328 000 m² de terraplenos. A área de armazenagem com cobertura é formada por oito armazéns, sendo que destes oito, dois são para recepção e armazenamento de cimento a granel.
Possui um outro cais de serviços com 250 metros designado a embarcações de apoio.
Este terminal destina-se essencialmente à movimentação de carga geral e granéis sólidos, e tem como principais mercadorias movimentadas o cimento, cereais, pasta de papel, aglomerados de madeira e argilas.

### Terminalroll on roll off
É um terminal com um cais de 450 metros de comprimento, 138 000 m² de terraplenos bem infra-estruturados e com zonas destinadas ao parqueamento, embarque e desembarque.
Possui fundos à cota de -12 m ZH.

### Terminal de granéis líquidos
Este terminal é constituído por três pontes-cais que são exploradas por entidades privadas, que se dedicam à movimentação e armazenamento de várias mercadorias, como por exemplo o cloreto de vinilo, combustíveis, anilinas, MDI, metanol e vinho.
É um terminal especializado, que se dedica unicamente ao tráfego de granéis liquidos.

### Terminal de granéis sólidos
O terminal de granéis sólidos, é constituído por 750 metros de cais e uma área de 150 000 m². Apresenta um grande potencial de exploração para as indústrias com ligação ao sector alimentar, cerâmico e de construção.
Este terminal, foi criado para que fosse possível dar resposta às áreas dos granéis agro-alimentares e não alimentares, e destina-se essencialmente á movimentação de granéis sólidos.

### Terminal Sul
É a instalação portuária mais próxima da cidade de Aveiro, e apresenta um cais com 400 metros de comprimento, cerca de 47 000 m² de terraplenos e fundos à cota de – 7,00 m ZH.
Possui uma área com cobertura, constituída por um telheiro e três armazéns, dois dos quais se destinam à recepção e armazenamento de cimento a granel.
A exploração comercial deste terminal está a cargo da Sociedade de Cargas Portuárias (Socarpor), em regime de serviço público.
Neste terminal movimenta-se essencialmente cimento, cereais, sal, caulino, argilas, perfilados metálicos e pasta de papel.

## Portos de pescado
O porto de Aveiro possui ainda, para além dos terminais referidos acima, mais três preparados para a circulção de pescado,  algumas áreas  que estão ocupadas por estaleiros navais e outras onde se estão a construir novas infra-estruturas portuárias.

### Porto de pesca do largo
Este terminal tem cerca de 1950 metros, possui fundos à cota de – 7,00 m (Z.H.), e a ele estão ligadas cerca de 18 pontes-cais. Esta área serve essencialmente os armadores de pesca do largo, bem como as indústrias de processamento de pescado.

### Terminal especializado de descarga de pescado
Ligado à ponte-cais número doze do porto de pesca acima referido, este terminal possui um cais de 160 metros de comprimento e uma plataforma onde se encontram algumas  infra-estruturas necessárias ao funcionamento desta unidade.

### Porto de pesca costeira
Aqui  procede-se à descarga, e posterior comercialização, do pescado que é feito por embarcações de pequeno porte, isto porque este porto está dotado de infra-estruturas terrestres e marítimas destinadas a esse fim.

### Porto de abrigo para pequena pesca
Este porto está situado perto de porto de pesca costeira, possui um edifício de apoio aos 72 armazéns de apresto, e a ele, estão ligados dois passadiços flutuantes, que tem capacidade para 136 embarcações.

## Mercadorias
Durante o mês de Abril de 2008, foram transportadas por 96 navios, cerca de 317 toneladas de mercadorias no porto de Aveiro, constituindo desta forma o quinto melhor mês até à data, e apresentando um crescimento do tráfego de mercadorias em relação a igual período de Janeiro a Abril de 2007, de cerca de 2,95 por cento, segundo a APA.
A carga geral e os granéis líquidos apresentam um crescimento de 20,6 por cento, e 15,62 por cento, respectivamente.
O clínquer é a mercadoria mais movimentada, cerca de 9,2 por cento do total, apresentando ainda um crescimento de 50,6 por cento em relação ao ano de 2007. Quanto aos grupos de mercadorias, evidenciam-se os produtos metalúrgicos e os florestais, com 22,0 por cento e 19,4 por cento respectivamente, do total das mercadorias movimentadas.

## Acessos
Os principais acessos terrestres ao porto de Aveiro são, a auto-estrada A1, que faz a ligação entre o Porto e Lisboa, a auto-estrada A17 (entre Aveiro e a Marinha Grande/A8), e a auto-estrada A25, a qual faz ligação de Aveiro a Vilar Formoso, passando pelo interior centro de Portugal, e por conseguinte, permitindo uma ligação ao centro de Espanha.
Quanto aos acessos ferroviários, a Rede Ferroviária Nacional (REFER) lançou em 2007 o concurso para a construção da segunda fase do acesso ferroviário ao porto de Aveiro. O investimento previsto para a empreitada é de 14 milhões de euros, e prevê-se a sua conclusão em 2009. O concurso prevê terraplenagens e drenagens do ramal ferroviário entre o viaduto de acesso à ponte da Gafanha e o porto de Aveiro.
No dia 27 de Março de 2010, foi inaugurado o Ramal do Porto de Aveiro que entronca a Linha do Norte.

## Plano de segurança
Este porto possui um plano de emergência interno (PEI), assistido por computador, no qual constam todos os comportamentos a ter, face a uma situação de emergência, para que a satisfação das necessidades legais em vigor sejam garantidas, e para que seja possível dar resposta às questões relativas à segurança das pessoas e do meio ambiente.
Existe uma torre de segurança situada no edifício-sede da APA, que possui um avançado equipamento de controlo e vigilância, constituído por um radar portuário, uma estação fixa de GPS com uma margem mínima de erro, cerca de 20 mm, e uma estação de meteorologia, que se destina essencialmente ao apoio do sistema integrado para auxílio à tomada de decisão em caso de acidente grave (RISCAV).
Existe ainda no forte da barra, um posto de socorros a náufragos, que está equipado com material de salvamento e um barco salva-vidas.

## Ligações Externas
- Área de juridiação;